# Żabinek
Żabinek [ʐUnˈcuboɛk] (en alemán: Klein Sabin) es un pueblo ubicado en el distrito administrativo de Gmina Wierzchowo, dentro del Condado de Drawsko, Voivodato de Pomerania Occidental, en el norte de Polonia occidental. Se encuentra aproximadamente a 4 kilómetros al suroeste de Wierzchowo, a 21 kilómetros al sureste de Drawsko Pomorskie, y a 99 kilómetros al este de la capital regional Szczecin.
Antes de 1945, el área era parte de Alemania. Para la historia de la región, véase Historia de Pomerania.
El pueblo tiene una población de 310 habitantes.